# Heinrich Murer
Heinrich Murer (eigentlich Johann Heinrich Murer von Istein, * 2. März 1588 in Baden, Aargau; † 28. Februar 1638 in der Kartause Ittingen, Thurgau) war ein Kartäusermönch und Historiker.

## Leben

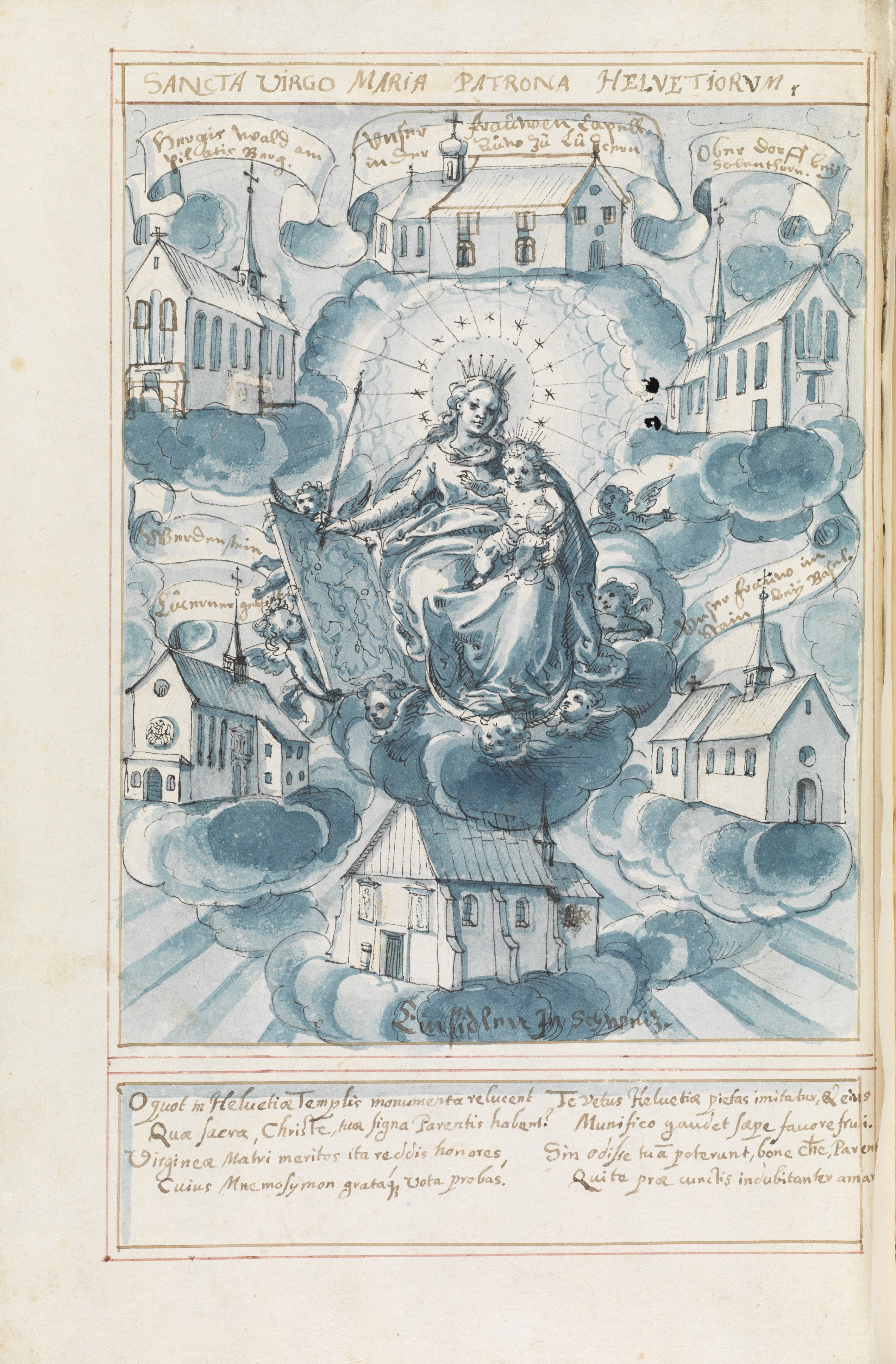
Vorzeichnung von Hans Asper d. J. In: Heinrich Murer: Helvetia Sancta. Kartause Ittingen, 1638. Frauenfeld, Kantonsbibliothek Thurgau, Y 111, p. 7v.

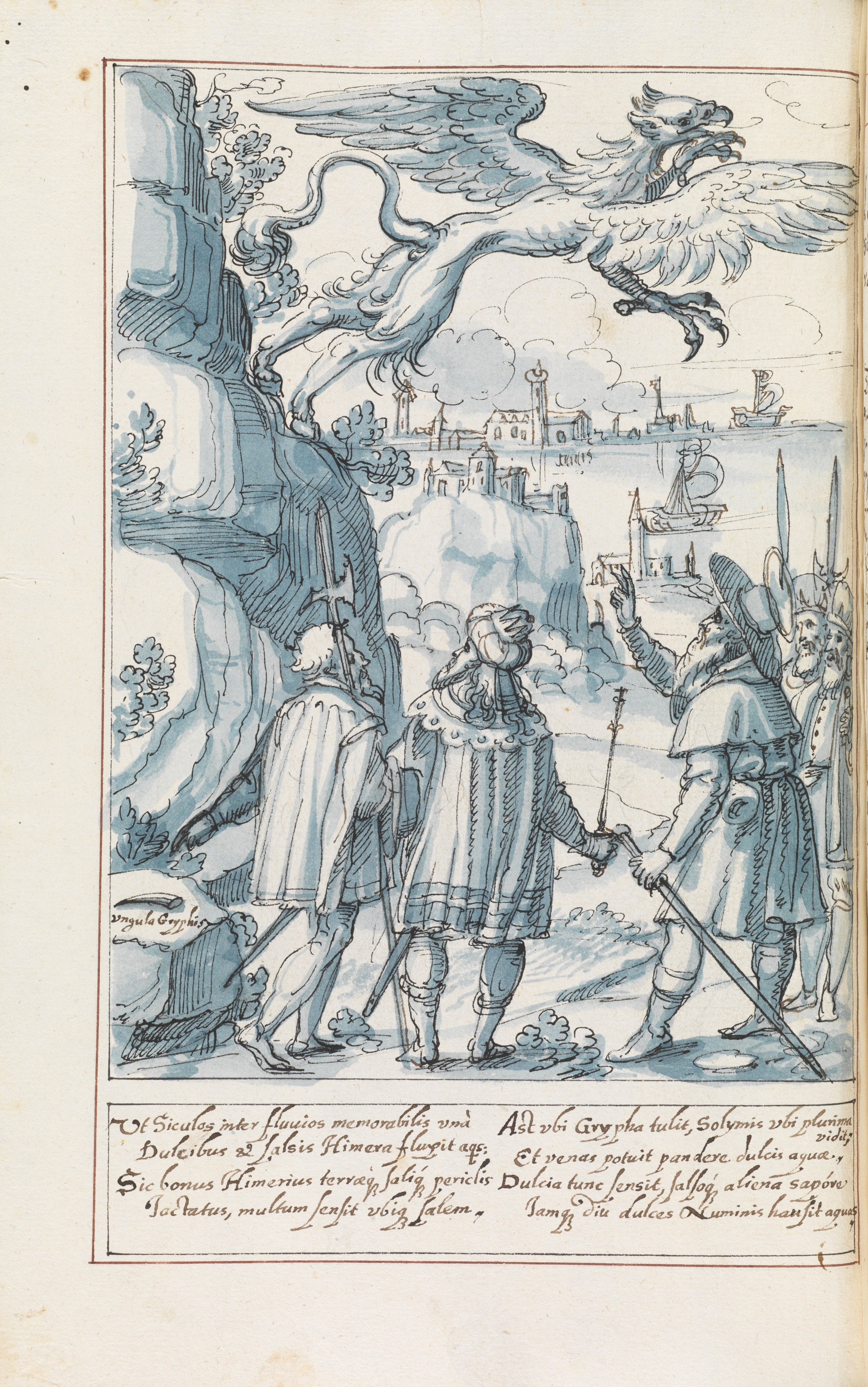
Vorzeichnung von Hans Asper d. J.: Der heilige Hymerius befreit eine Insel von einem Vogel Greif. In: Heinrich Murer: Helvetia Sancta. Kartause Ittingen, 1638. Frauenfeld, Kantonsbibliothek Thurgau, Y 111, p. 83v.

Seine Eltern waren Junker Caspar Murer († 1588), Hauptmann im französischen Schweizerregiment Gallati, und Salome Bodmer (1564–1623) aus Zürich. Durch die erneute Heirat seiner Mutter mit dem Luzerner Bannerherrn und Schultheissen Ludwig Pfyffer von Altishofen (1524–1594) erwarb er das Luzerner Bürgerrecht. Er besuchte die Jesuitenkollegien in Luzern (1602–1608) und Pruntrut und absolvierte wie seine Halbbrüder, Christoph und Hans Ludwig Pfyffer von Altishofen, ein Studium der Philosophie an der Sorbonne in Paris. Bereits 1613 in die Kartause Ittingen eingetreten, legte er 1614 die Profess ab. Sein Halbbruder Johann Ludwig Pfyffer vermachte dem Kloster eine Schenkung von 12'000 Gulden, die „Donatio Pfyfferiana“, sowie eine Stiftung für den Wiederaufbau des beim Ittingersturm zerstörten Klosters. Von 1628 bis zu seinem Tod war Heinrich Murer Prokurator der Kartause Ittingen. Daneben verfasste er zahlreiche kirchenhistorische Schriften, die als Teile seines unvollendet gebliebenen Hauptwerks Theatrum Ecclesiasticum Helvetiorum („geistlicher Schauplatz Helvetiens“) konzipiert waren. Sein Hauptwerk, die mit Kupferstichen von Rudolf Meyer versehene Helvetia Sancta, erschien auf Betreiben des Ittinger Priors Bruno Müller (ca. 1569–1651), der Murer eine biographische Skizze widmete, 1648 bei David Hautt in Luzern.

## Helvetia Sancta
Trotz seines anspruchsvollen Amtes der wirtschaftlichen Klosterführung verfasste Murer die „Helvetia Sancta“, die erst 1648 mit 38 Kupferstichen herauskam und 1751 eine Zweitauflage erlebte. Das 432-seitige Werk beschreibt das Leben zahlreicher Schweizer Heiliger, Seliger und katholischer Würdenträger in chronologischer Reihenfolge ihres Ablebens. Die reichhaltigen Illustrationen wurden von Rudolf Meyer aus Zürich nach Vorlagen von Hans Asper d. J. (gest. ca. 1655) gestochen. Die illustrierten Manuskripte des „Theatrum Ecclestiasticum Helvetiorum“ (Beschreibung von Klöstern, Stiften und Bistümern) in 23 Bänden befinden sich seit der Säkularisation der Thurgauer Klöster im 19. Jahrhundert im Besitz der Kantonsbibliothek Thurgau, ebenso wie das Manuskript und ein Druck der Helvetia Sancta. Ob und wo das Manuskript des Breve Chronicon Ittingense erhalten ist, ist nicht bekannt, Abschriften davon befinden sich in der Zentralbibliothek Zürich und in der Zentral- und Hochschulbibliothek Luzern.